# Széki Miklós
Széki Miklós (Nagybánya, 1842. – Kolozsvár, 1912. február 19.) gyógyszerész, természetjáró, egyetemi tanár, az Országos Gyógyszerész Egylet alelnöke.

## Életpályája
Bajor származású családba született, Nagybányán. Felmenői a németországi Rosenheim tartományban éltek. Apja, Scheichenstuhl Josef az 1848–49-es szabadságharc alatt nevét Széki-re magyarosította. Tanulmányait Nagybányán, a minoriták vezetése alatt álló nagy múltú gimnáziumban végezte, majd gyógyszerész diplomáját Pesten szerezte meg 1866-ban. Ezután Kolozsvárra került, ahol Wolf János patikájában kapott gyógyszerész segédi munkát. 1869-ben, a megszokott minta szerint külföldre ment tapasztalatszerzés céljából. Megfordult több svájci és franciaországi városban is, ahol a tapasztalatszerzés mellett alkalma nyílt megismerni a Nyugat társadalmát. Három év után, 1872-ben visszatért  Kolozsvárra, és újfent elfoglalta állását előző munkáltatójánál, Wolf Jánosnál. Hamarosan azonban a város vezetősége úgy döntött, neki ítéli egy új patika megnyitásának jogát. Hogy kiválasszák, hozzájárultak külföldön szerzett tapasztalatai, valamint a szakmában kialakult felek közötti ellenségeskedés. 1874 őszén megnyitja Kolozsvár ötödik patikáját a Széchenyi téren Hunyadi Mátyás név alatt.
Kinevezik az egyetemre, ahol tanítani is kezd, majd kinevezik az Országos Gyógyszerész Egylet alelnökévé. Alapító tagja, majd pénztárosa a Kolozsvári Orvos- és Természettudományi Társaságnak, valamint elnöke lesz az 1860-ban alapított Kolozsvári Gyógyszerész Társulatnak.
1891 és 1908 között igazgatta az Országos Gyógyszerész Egylet 21-es  kerületét, amelyhez kezdetben Kolozs, Torda-Aranyos, Alsó-Fehér és Hunyad, majd Szolnok-Doboka, Beszterce-Naszód, Maros-Torda, Csík-, Udvarhely- és Háromszék vármegyék tartoztak.
Aktív résztvevője és támogatója az Erdélyi Múzeum-Egyesületnek, bőkezűen adakozik az Erdélyi Magyar Közművelődési Egyesületnek. Tagja a Városi Törvényhozási Bizottságnak, jelen van az Önkéntes Tűzoltó Egylet alakulásánál ennek pénztárosaként, majd alelnökeként. Tagja az Erdélyi Kárpát-Egyesület vezetőségének, valamint aktív túrázó volt. Megfordult Európa jelentősebb fővárosaiban, mint például Berlinben, Párizsban, Londonban, de járt Egyiptomban, Jeruzsálemben és Konstantinápolyban is.
1912. február 19-én hunyt el. Két napra rá, február 21-én helyezték örök nyugalomra a kolozsvári Házsongárdi temetőben. Sírja ma már nem fellelhető. A patika vezetését fia, dr. Széki Tibor vette át.